# London Bridge (Lake Havasu City)

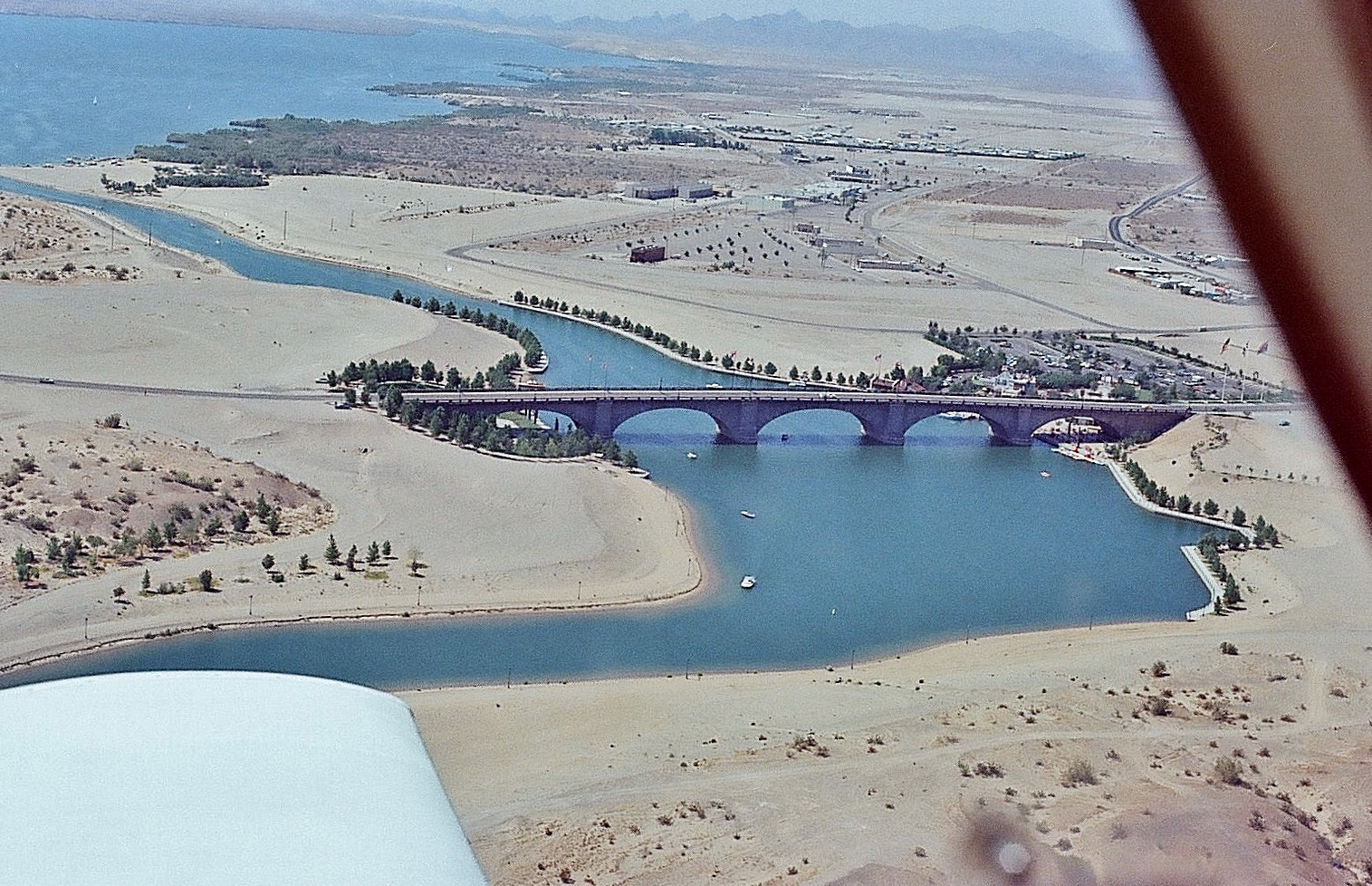
Übersichtsaufnahme der Brücke, 1973

Die London Bridge ist die partielle Rekonstruktion eines gleichnamigen, in den 1960er Jahren abgebauten, Londoner Brückenbauwerks an einem Stausee und Erholungsgebiet in Arizona. Die Brücke führt in Lake Havasu City über einen künstlichen Flussarm des zum Lake Havasu aufgestauten Colorado River.

## Geschichte
Der Gründer von Lake Havasu City, der Ölindustrielle Robert McCulloch, erwarb das Verkleidungsmaterial der ursprünglich von 1831 stammenden eleganten Bogenbrücke über die Themse. Beim Londoner Originalbauwerk von John Rennie junior waren durch den starken Verkehr statische Probleme aufgetreten, die einen Neubau erforderlich machten. McCulloch ließ am Stausee von Lake Havasu eine Stahlbetonbrücke mit gleichen Proportionen errichten, die dann mit dem in London erworbenen, nummerierten und auf dem Seeweg und per Lkw transportierten Steinmaterial aus Granit verkleidet wurde.
Die 1971 fertiggestellte rekonstruierte London Bridge verbindet eine künstliche Insel im Stausee des Colorado River mit dem Festland und fungiert als Touristenattraktion des 1964 gegründeten Erholungsgebietes, das hauptsächlich Senioren anspricht. Teil des Projekts waren ursprünglich auch ein als malerisch konzipiertes „English Village“, ein Shopping Center mit einem Pub, Heckenlabyrinth und historischem Museum. Einiges davon ist stillgelegt.
Gerüchten, dass McCulloch eigentlich die Londoner Tower Bridge hatte erwerben wollen, traten der Erwerber und der Verkäufer Ivan Luckin entgegen.
Die Rekonstruktion der Brücke bildete den Hintergrund des Fernsehfilms Der Schrecken der London Bridge von 1985 (Bridge Across Time, auch Arizona Ripper oder Terror at London Bridge) mit David Hasselhoff und Stepfanie Kramer. Der Film zeigt eine Mordserie in Lake Havasu und bringt diese mit dem Geist von Jack the Ripper in Beziehung.

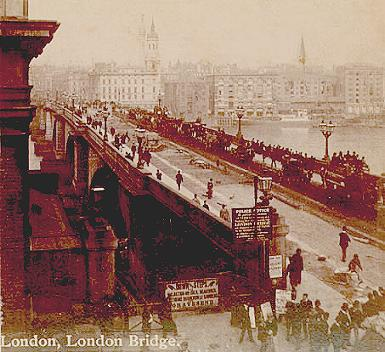
Original London Bridge, um 1890
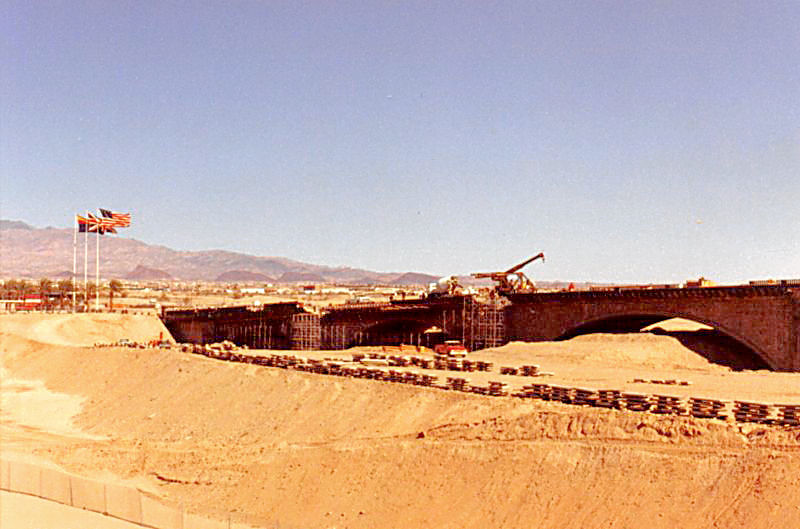
Lake Havasu, 1971
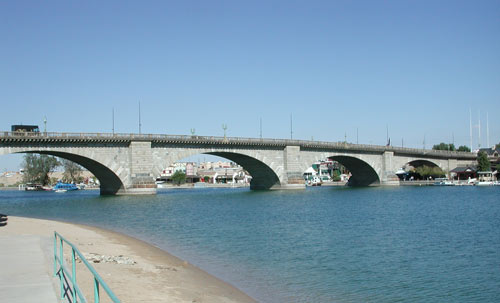
Lake Havasu, 2003
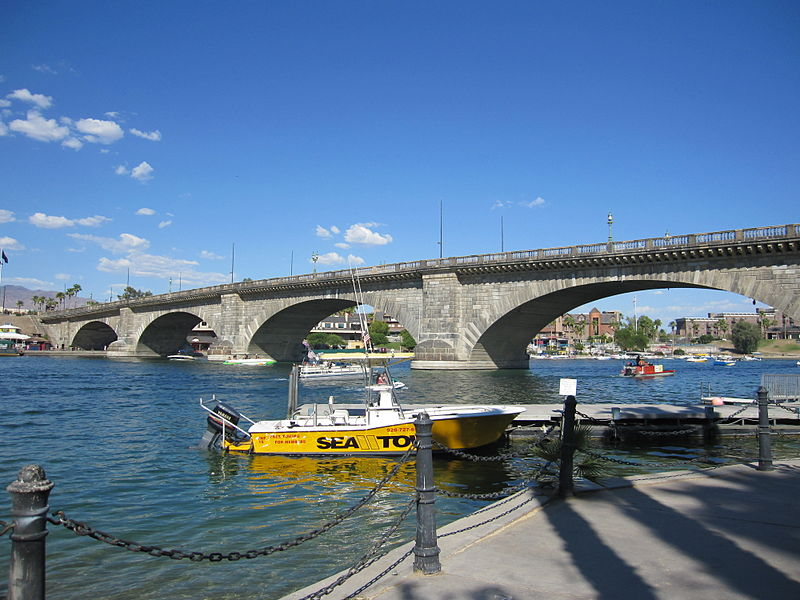
Lake Havasu, 2009